# Поповка (Сосновский район)
Попо́вка — посёлок в Сосновском районе Тамбовской области России. Входит в состав Ольховского сельсовета.

## География
Поповка расположен в пределах Окско-Донской равнины, в центральной части района, двумя кварталами по берегу реки Ряски, вблизи её впадения в р. Ламочка.
Климат
Поповка находится, как и весь район, в умеренном климатическом поясе, и входит в состав континентальной климатической области Восточно-Европейской равнины. В среднем в год выпадает от 350 до 450 мм осадков. Весной, летом и осенью преобладают западные и южные ветра, зимой — северные и северо-восточные. Средняя скорость ветра 4-5 м/с.

## История
Основан в 1923.
Согласно Закону Тамбовской области от 17 сентября 2004 года № 232-З посёлок вошёл в образованное муниципальное образование Ольховский сельсовет.

## Население
| 2010 |
| ---- |
| 1    |

## Инфраструктура
Личное подсобное хозяйство.

## Транспорт
Просёлочные дороги.